# Bolometrisk
Bolometrisk betegner, at en mængde "lys" – elektromagnetisk stråling – fra et legeme (typisk en stjerne), måles i alle de bølgelængder, som det er muligt at måle.

Altså ikke blot synligt lys, men stråling spændende fra ekstremt kortbølget Röntgenstråling til meget langbølget infrarød – til tider endda helt ind i radiospektret.

Eftersom man med en bolometrisk måling stræber efter at måle legemets totale energiudstråling, er radio-området normalt ikke særlig interessant, da den mængde elektromagnetisk stråling en stjerne normalt udsender i radiofrekvenserne kun bidrager overmåde lidt til den samlede energi.

En stjernes bolometriske lysstyrke kan ved hjælp af korrektionstabeller beregnes ud fra stjernens visuelle lysstyrke og dens spektrum.

| Astronomi | Spire Denne artikel om astronomi er en spire som bør udbygges. Du er velkommen til at hjælpe Wikipedia ved at udvide den. |